# Irina Túrova
Irina Túrova (rus: Ирина Иосифовна Турова; Hòmiel, Belarús, 10 d'agost de 1979), nascuda Irina Slàvina (rus: Ирина Иосифовна Славина, també citada de vegades com a Irina Slàvina-Túrova), és una jugadora d'escacs russa que té els títols de Gran Mestre Femenina des de 2001 i de Mestre Internacional des de 2004. Està casada amb el GM Maksim Túrov. Fou Campiona femenina de Rússia el 2003.
A la llista d'Elo de la FIDE del gener de 2020, hi tenia un Elo de 2381 punts, cosa que en feia la jugadora número 14 de Rússia, i la número 83 del rànquing mundial. El seu màxim Elo va ser de 2442 punts, a la llista del maig de 2011.

## Resultats destacats en competició
Irina va néixer a Belarús, on els seus pares treballaven com a entrenadors d'escacs. Després del desastre de Txernòbil, proper a la seva ciutat, la família es va mudar a Arkhànguelsk, on a vuit anys Irina fou segona al Campionat d'escacs femení de l'óblast d'Arkhànguelsk. A onze anys, fou tercera al Campionat de Rússia sub-16 femení, i posteriorment a tretze anys va guanyar el Campionat de Rússia femení Júnior Sub-20.
El 2000 va obtenir de la FIDE el títol de Mestre Internacional Femení, i un any després el de Gran Mestre Femení.
L'any 2000 fou segona al Campionat femení de Rússia, i el 2003 el va guanyar. El 2004 fou 4a al Campionat d'Europa individual femení (la campiona fou Aleksandra Kosteniuk). També el 2004 va obtenir el títol de Mestre Internacional. El 2009, fou finalista de la Copa Russa Femenina, i el 2010 la va guanyar. El 2011 va guanyar el Campionat Femení de Rússia d'escacs ràpids.

### Participació el campionats del món
En els anys 2000 Irina Túrova va participar en diferents edicions del Campionat del món d'escacs femení per sistema knock-out:
- Al Campionat del món d'escacs femení de 2004 perdé en primera ronda contra Maia Lomineishvili,[8]
- Al Campionat del món d'escacs femení de 2006 perdé en primera ronda contra Lela Javakhishvili,[9]
- Al Campionat del món d'escacs femení de 2010 perdé en primera ronda contra Sopiko Khukhashvili.[10]